# Kinga Bóta
Kinga Bóta (22 agosto 1977) è una canoista ungherese.
Ha vinto una medaglia d'argento olimpica nel K4 500 m ad Atene 2004 e numerosi titoli mondiali.

## Palmarès
- Olimpiadi

Atene 2004: argento nel K4 500 m.
- Mondiali

1999: bronzo nel K2 1000 m.
2001: oro nel K2 500 m e K4 500 m.
2002: oro nel K2 500 m, K2 1000 m, K4 200 m e K4 500 m.
2003: oro nel K2 500 m, K4 200 m e K4 500 m.
2005: oro nel K4 1000 m e bronzo nel K4 500 m.
- Campionati europei di canoa/kayak sprint

Plovdiv 1997: bronzo nel K1 1000m.
Zagabria 1999: oro nel K4 500m e argento nel K4 200m.
Poznań 2000: oro nel K4 200m, argento nel K1 1000m e nel K2 500m.
Milano 2001: oro nel K2 500m, K4 200m e K4 500m.
Seghedino 2002: oro nel K2 1000m e nel K4 500m, argento nel K2 500m e K4 200m.
Poznań 2004: oro nel K2 1000m, argento nel K4 200m e K4 500m.
Poznań 2005: argento nel K4 500m.